# 東海遊侠伝
『東海遊侠伝』（とうかいゆうきょうでん）は、清水次郎長を主人公とする山本鉄眉こと山本五郎による伝記である。最初に書かれた次郎長の物語であるとされる。1884年（明治17年）4月発行、旧字体表記『東海遊俠傳』、初版の題名は『東海遊俠傳 一名次郎長物語』（とうかいゆうきょうでん いちめいじろちょうものがたり）である。
1964年（昭和39年）公開の日活の映画『東海遊侠伝』は瀬戸口寅雄の小説を原作とした現代ものであり、同書とは関係がない。

## 概要
著者の山本鉄眉、山本五郎は天田愚庵（1854年 - 1904年）として知られ、天田が師事した山岡鉄舟の紹介で1881年（明治14年）に清水次郎長（1820年 - 1893年）の養子になった人物である。1884年（明治17年）2月、次郎長が収監された際に、嘆願書として同年4月に出版したのが同書である。その目的上、次郎長の功績への称賛するに終始した内容であるとされる。初版奥付によれば、1883年（明治16年）11月21日が版権免許日になっており、それ以前に執筆がなされたものであり、著者として「静岡縣平民 山本五郎」の名がクレジットされている。天田は、同書を上梓した4か月後の同年8月、次郎長はまだ収監されたままであるにもかかわらず、突然養子縁組を解消して出家した。この出家の時期を『日本人名大辞典』（講談社）は「明治20年」（1887年）とする。
次郎長の生前に出版された同書は、天田が本人に取材した聞き書きであり、講談・浪曲あるいはそれを原作とした映画等で知られる次郎長一家の物語とは、内容が微妙に異なる。たとえば「清水二十八人衆」に数えられる「追分三五郎」は、講釈師の三代目神田伯山（1872年 - 1932年）が創作した架空の人物であり、同書には登場しない。また、実在の人物である法印大五郎（伊藤甚左衛門、1840年 - 1919年）が、慶応2年4月8日（1866年5月22日）に伊勢国荒神山（現在の鈴鹿市高塚町観音寺）で勃発した「荒神山の喧嘩」で、吉良の仁吉（太田仁吉、1839年 - 1866年）とともに死んだとされている等、史実とも異なる点が散見される。今川徳三は、この相違点の理由として、天田が取材した時点では荒神山から20年近くが経っており、また次郎長が直接見聞したわけでもない件であるため、としている。同書が発行された9年後に当たる1893年（明治26年）6月12日に次郎長は満73歳で死去した。
同書は、三代目神田伯山に影響を与え、1907年（明治40年）5月に発表した講談『名も高き富士の山本』は同書に取材し、創作を加えたものである。同作は三代目伯山の当たり芸になり、傑出した代表作であるとされる。その三代目伯山のもとに通い、稽古に努めた浪曲師の二代目広沢虎造（1899年 - 1964年）が練り上げた浪曲『清水次郎長伝』が次郎長の名を不動のものとした。『清水次郎長伝』を得意とした浪曲師には、ほかに初代玉川勝太郎（1881年 - 1926年）がいる。
マキノ雅弘（1908年 - 1993年）が監督した映画シリーズ『次郎長三国志』（東宝・1952年 - 1954年、東映・1963年 - 1965年）は、1952年（昭和27年）6月号から1954年（昭和29年）4月号まで『オール讀物』誌上に連載された村上元三の同名の長編歴史小説を原作としているが、同作は講談・浪曲をベースにしている。『東海遊侠伝』あるいは「遊侠伝」をタイトルに使用する映画は多いが、天田の『東海遊侠伝』を直接原作とした劇場用映画、テレビ映画は存在しない。天田が天田愚庵の名で1894年（明治27年）に発表した『巡礼日記』は、『巡礼日記 次郎長外伝』の題で吉井勇が劇作、和田勉が演出して次郎長の最期を描いたテレビドラマとして、1958年（昭和33年）11月3日に放送されている。
臼井隆一郎は「清水次郎長が東海一の遊侠として、国民的ヒーローとなるには天田五郎の『東海遊侠伝 一名次郎長物語』の存在が不可欠であった」と同書を評価する。

## 初版目次
- 巻之一
  - 第一回 海上凌険称雲不見 郷中逞勇号次郎長
  - 第二回 遇強盗長五信箴言 争博奕金八醸騒闘
  - 第三回 焚証拳三人走上国 留豪客両家改面目
- 巻之二
  - 第四回 闔村称富徒惜百金 一婦有誠能泣四侠
  - 第五回 衆娼陥策飛鳶舞 単槍顕功庵原川
  - 第六回 揮鉄拳長五大鬧囚獄 抱狼心久六偏誣親友
- 巻之三
  - 第七回 斃怨仇四雄走桶狭間 遇巡吏二侠入天竜川
  - 第八回 負長五大政越険山 陥石松吉兵闘小松
  - 第九回 金平月夜襲清水 吉兵白昼授首級
- 巻之四
  - 第十回 供断臂長五吊冤魂 装仮面玉蔵欺敵使
  - 第十一回 金太窃刀一朝就刑戮 勝蔵脱身六人懸梟木
  - 第十二回 笠砥高市両党争威 荒神激闘二魁殞命
- 巻之五
  - 第十三回 長五伝檄催大衆 豚松振勇負重創
  - 第十四回 勝蔵更名入京師 長五悔過事判事
  - 第十五回 羽衣有霊御穂松 侠骨托香富士山

## ビブリオグラフィ
国立国会図書館蔵書等を中心とした一覧である。
- 『東海遊侠伝 一名次郎長物語』、山本鉄眉、与論社、1884年4月発行
- 『東海遊侠伝』 : 『愚庵遺稿』所収、天田鉄眼、文求堂、1904年8月発行
- 『鐵眼天田愚庵禪師原著 次郞長物語(一名東海遊俠傳)』柳樽寺劍花坊 : 『日本及日本人』1月1日號・通巻第115号所収、政教社、1927年1月発行、p.348-426.
- 『東海遊俠傳』 : 『愚庵全集』所収、天田愚庵、政教社、1928年発行、p.113-220.
- 『東海遊俠傳』 : 『愚庵全集』所収、天田愚庵、政教社出版部、1934年発行、p.239-342.
- 『次郎長 東海遊侠伝意訳』、山本鉄眉、意訳野沢広行、戸田書店、1961年発行
- 『東海遊侠伝 一名次郎長物語』、山本鉄眉、いわき民報社、1977年発行（復刻版）
- 『次郎長物語 東海遊侠伝』、愚庵禅師、評釈井上剣花坊、柳内守一、1994年9月発行
- 『東海遊侠伝』天田愚安 : 『福島県文学全集 第2期　随筆・紀行・詩編 第1巻』、監修木村幸雄、郷土出版社、2002年11月発行 ISBN 4876635862
- 『東海遊侠伝』、天田愚庵、人間文化研究機構国文学研究資料館、2007年3月発行（復刻版） ISBN 4256900845

## 参考資料
- 『東海遊侠伝 一名次郎長物語』、山本鉄眉、与論社、1884年4月発行
- 『日本俠客100選』、今川徳三、秋田書店、1971年発行
- 『地球の上に朝がくる 川田晴久読本』、池内紀、中央公論新社、2003年9月発行 ISBN 4120034410
- 『榎本武揚から世界史が見える』、臼井隆一郎、PHP研究所、2005年2月16日発行 ISBN 4569638511